# Бродница
Броднѝца (на полски: Brodnica; на немски: Strasburg in Westpreußen, Strasburg an der Drewenz) е град в Северна Полша с население от 32 588 души спрямо 2006 г. От 1975 до 1998 г. Бродница се намира във войводство Торун, ала след това става част от Куявско-Поморското войводство. Градът е център на Броднишки окръг, както и на селската Броднишка община, без да е част от нея. Обособен е в отделна градска община с площ 23,15 км2.

## История
Бродница започва своето съществуване като Щрасбург в Прусия през 1262 г., а гражданско право получава през 1298 г. Щрасбург става част от Кралство Прусия през 1772 г. по време Първото полско разделение, но през 1807 г. в разгара на Наполеоновите войни Щразбург става част от Варшавското херцогство. В периода 1815-1920 Щразбург отново е под пруска власт като част от Германската империя, създадена 1871 г.
През 1920 г. след края на Първата световна война и след Версайския договор градът Щразбург става част от Полша.
Ана Васа Шведска – сестра на полско-литовския крал Сигизмунд III Васа, живее в Бродница от 1604 до смъртта си през 1625 г.
По време на Втората световна война приблизително 1000 поляци са убити от SS отряди, а след края на войната незнаен брой немски жители са прогонени или избити от Червената армия при нейния поход към Берлин.

## Спорт

### Футбол
- Спарта Бродница – футболен клуб на града

## Побратимени градове
Между Бродница и следните градове е сключен Договор за приятелство и сътрудничество:
|  | Държава  |  | Град         |
|  | -------- |  | ------------ |
|  | Германия |  | Щразбург     |
|  | Дания    |  | Брьоруп      |
|  | Литва    |  | Кедайняй     |
|  | Швеция   |  | Кристинехамн |